# 北京大学基础医学院
北京大学基础医学院是隶属于北京大学医学部的一所学院，正式成立于2000年。

## 历史
前身是1954年9月14日成立的北京医学院基础医学部，1960年2月改名基础医学系。1985年5月北京医科大学成立后，基础医学系更名为基础医学院。2000年4月，北京大学与北京医科大学合并后，又更名为北京大学基础医学院。
基础医学院自1978年恢复招生研究生以来，已招收1659名研究生，其中博士生636人、硕士生1023人。目前有15名博士后在站人员，以及677名在读博士与硕士研究生。

## 现状
截至2013年底，学院现有13个系、2个研究所，以及1个医学实验教学中心。生理學與病理生理學系、病原生物學系、生物化學與分子生物學系、神經生物學系、人體解剖與組織胚胎學系、細胞生物學系、藥理學系、一 學遺傳學系、免疫學系、生物物理學系、病理學系、醫學生物資訊學系、放射醫學系、北京大學系統生物放射研究所、心血管所、醫學實驗教學中心。有“生物学”和“基础医学”2个博士学位授权一级学科、8个国家重点学科、2个博士后流动站、4个省（部）级重点实验室，还拥有一些国际先进水平的科研基地和实验技术平台。在2003年全国基础医学一级学科评估中，基础医学院在学术队伍、科学研究、人才培养和学术声誉四个方面综合实力名列第一位。
现有教职工403人，其中教授71人、副教授102人；183人具有博士学位。拥有4名中国科学院院士、1名中国工程院院士、7名长江计划特聘教授，5名国家青年千人计划专家；获得国务院政府特殊津贴13人；以及72位博士生导师。
现任院长为尹玉新。

## 荣誉成果
1980年至2005年获得各类科技成果奖164项，其中3项国家自然科学奖、6项国家科技进步奖、130项部委和北京市科技进步奖、12项国家及国际发明专利、13项其他科技成果奖；2000年至2013年共发表3029篇科研论文，其中有6篇获得全国优秀博士论文，1611篇被SCI收录；2000年至2013年承担各类科研课题982项，共获科研经费7.3995亿元。其中承担科技部课题68项，获经费25102万元；获得教育部科学基金项目134项，获经费4264万元；承担341项国家自然科学基金项目，获经费26622万元；获得北京市科技项目74项，经费合计2148万元。
基础医学院近年来不断加强生物技术和医药产品的研究和开发。在基因工程药物、肿瘤的免疫治疗、自體免疫病治疗、心血管疾病的基因治疗、干细胞治疗神经系统退行性疾病，以及角膜疾病、诊断试剂研制等领域，取得了动物实验或临床试用的良好效果。